# Thomas Jefferson Association Building
El Thomas Jefferson Association Building era un edificio ubicado en el barrio de Brooklyn Heights en el borough de Brooklyn en Nueva York (Estados Unidos). Diseñado por el arquitecto Frank Freeman con sede en Brooklyn y terminado en 1890, se consideró un buen ejemplo del estilo románico richardsoniano. El edificio fue demolido para dar paso a una nueva vía en 1960.

## Historia
Fue construido como resultado de una decisión de 1888 de la rama del Partido Demócrata del Condado de Kings de asegurar una sede permanente para sus operaciones. Con tal fin, se formó una nueva organización, conocida como la Asociación Thomas Jefferson, con un capital desembolsado de 150 000 dólares, la mitad de los cuales fueron aportados por miembros destacados del Partido y la otra mitad por miembros de la asociación de barrio. El plan era construir un edificio de siete pisos, con los dos primeros reservados para las actividades del Partido y los cinco pisos restantes alquilados como espacio de oficinas, cuyos ingresos serían devueltos a los miembros de la Asociación Jefferson como dividendos.
Se adquirió una propiedad cerca de la esquina de Boerum Place y Fulton Street para el proyecto, y el arquitecto Frank Freeman diseñó del edificio. La primera piedra fue colocada el 13 de noviembre de 1889 por el expresidente de los Estados Unidos, Grover Cleveland El edificio se inauguró formalmente menos de un año después, el 23 de septiembre de 1890, con la asistencia de muchos dignatarios del Partido Demócrata, incluido el gobernador de Nueva York, David B. Hill y el alcalde de Brooklyn, Alfred C. Chapin. El costo superó los 100 000 dólares.
El edificio siguió siendo la sede de los demócratas del condado de Kings hasta 1951, cuando los propietarios de lo vendieron con el argumento de que costaba mucho mantenerlo. En 1960, fue demolido junto con otros catorce edificios para dar paso a Adams Street, un enlace arterial entre el Puente de Brooklyn y Atlantic Avenue.

## Descripción
El edificio "altamente creativo", "extremadamente ornamentado" se completó en el estilo románico richardsoniano característico de Freeman. Un corresponsal de The New York Times describió el edificio como:
"... una de las estructuras de aspecto más peculiar de la ciudad. La arquitectura es de orden románico, el edificio tiene ocho pisos de altura, con enormes pilares de ladrillo y terracota al frente. Las ventanas son amplias y muy altas, el efecto es que el edificio tenga un aspecto muy ligero y, sin embargo, desde su altura, decididamente pesado en la parte superior... El salón tiene capacidad para unas 900 personas y su apariencia es muy acogedora. La carpintería es de roble pulido, y las paredes y el techo abovedado se han acabado con pintura de ante, con frescos oscuros como relieve. Las luces eléctricas se utilizan en su totalidad".
La planta baja, que fue construida con piedra arenisca rústica de Gatelawbridge, Escocia, presentaba dos grandes arcos romanos empotrados, uno en cada ala, que servían como entradas principales. Los pisos superiores de la fachada se construyeron con ladrillos moldeados y terracota. En la parte superior del edificio había un busto "enorme" de Thomas Jefferson, colocado en un nicho.
En el interior, el primer piso estaba ocupado casi en su totalidad por la sala del Partido Demócrata, que incluía un escenario, junto con las oficinas del Comité General del Partido. El segundo piso incluía las oficinas permanentes del Secretario del Partido y sus asistentes. Un restaurante ocupaba el sótano, y el resto del edificio se dedicaba a oficinas.